# Iasmin Latovlevici
Iasmin Latovlevici (n. 11 mai 1986, Moldova Nouă, Caraș-Severin, România) este un fotbalist român liber de contract, care joacă pe post de fundaș lateral. Pe plan internațional, are prezențe la națională pentru România Sub-21 și România.
El a mai jucat la CFR Timișoara și apoi la FC Timișoara, de unde s-a transferat la FCSB, cu care a obținut titlul național și a jucat în UEFA Champions League și în Europa League.

## Cariera
A evoluat pentru un tur la CFR Timișoara, în Divizia B, pe când feroviarii erau echipa-satelit a clubului FC Timișoara. A debutat în returul sezonului 2005-06, postul lui fiind cel de fundaș stânga.
A acumulat 33 de prezențe în Liga I ca jucător al Timișoarei, fără a marca niciun gol.
În vara anului 2010, Latovlevici a fost transferat la FCSB pe o sumă mică. A debutat în meciul contra Universității Cluj pe 25 iulie 2010.
Era considerat unul dintre jucătorii cu evoluții inconstante, marcând primul său gol într-un meci de cupă, din lovitură liberă.
În ianuarie 2012, în urma unor neînțelegeri, fundașul român a ratat transferul la AS Saint-Étienne, o importantă echipă din campionatul francez.
La începutul anului 2013, Latovlevici a progresat mult în joc, compensând perioadele nefaste ale carierei sale cu evoluții foarte apreciate în meciurile din șaisprezecimile Europa League 2012-13 împotriva AFC Ajax.

## Palmares
FCSB
- Liga I (3): 2012–13, 2013–14 , 2014-15
- Cupa României (1): 2010-2011
- Cupa Ligii AdePlast : (1) 2014-15
- Supercupa României (1): 2013

CFR Cluj
- Liga I (1): 2020–21
- Supercupa României (1): 2020